# Burdż Badżi Muchtar
Burdż Badżi Muchtar (ar. ﺑﺮج ﺑﺎﺟﻰ ﻣﺨﺘﺎر, fr. Bordj Badji Mokhtar) – miasto w Algierii, w prowincji Adrar.